# Пір-Базар (дегестан)
Пір-Базар (перс. پیربازار) — дегестан в Ірані, в Центральному бахші, в шагрестані Решт остану Ґілян. За даними перепису 2006 року, його населення становило 21374 особи, які проживали у складі 5845 сімей.

## Населені пункти
До складу дегестану входять такі населені пункти:
- Алвіян
- Альман
- Біджар-Хале
- Ґалеш-Ґаче
- Ґалеш-Хейл
- Ґераке
- Джур-Дег
- Кама-Коль
- Кафте-Руд
- Манґудег
- Мобаракабад
- Мохаммадабад
- Пастак
- Піле-Дарбон
- Пір-Базар
- Пір-Дег
- Раджаколь
- Расте-Кенар
- Сіях-Естелах
- Сіяхруд-Кенар
- Сухте-Луле
- Таш
- Фахаб
- Фейзабад
- Ханафче
- Шамс-е-Біджар